# Dendrobium singkawangense
Dendrobium singkawangense är en orkidéart som beskrevs av Johannes Jacobus Smith. Dendrobium singkawangense ingår i släktet Dendrobium, och familjen orkidéer. Inga underarter finns listade i Catalogue of Life.